# Núcleo de cercanías de Bilbao
El núcleo de cercanías de Bilbao es el conjunto de líneas de ferrocarril para la movilidad de pasajeros que vertebra el sistema de transporte público de la villa de Bilbao (España), de toda la provincia y territorio histórico de Vizcaya, la comarca alavesa de Ayala y el municipio cántabro de Valle de Villaverde, con especial atención al área metropolitana de la capital, en la que reside más del 40 % de la población del País Vasco (más de 910 000 habitantes).
Está constituido actualmente por trece líneas, contando aquellas de metro y tranvía además de las de cercanías. A ellas se suma, a su vez, una vasta red de autobuses urbanos e interurbanos, así como otros medios de transporte; todos ellos combinables. Los servicios son ofrecidos por distintas empresas, cuya actividad está coordinada por el Consorcio de Transportes de Bizkaia, que integra a sus respectivos operadores y facilita y fomenta el uso de los mismos.
En concreto, los tres grandes agentes implicados son las compañías Metro Bilbao (2 líneas), Renfe (5 líneas) y Euskotren (5 líneas de Euskotren Trena y 1 de Euskotren Tranbia). Las líneas confluyen en la capital y llegan a seis de las siete comarcas de la provincia: Arratia-Nervión, Busturialdea - Urdaibai, Duranguesado, Gran Bilbao, Las Encartaciones y Uribe. Así, la única comarca que se queda sin líneas ferroviarias es la de Lea-Artibai. Por su parte, los servicios por carretera, especialmente Bizkaibus, permiten abastecer íntegramente al territorio, sin quedar excluidas aquellas zonas que carecen de servicio ferroviario alguno.
El núcleo integra además la red de regionales de Bilbao, que lo conectan con San Sebastián, Santander y León como extensiones de las líneas ,  y  (en el caso de las últimas dos, denominados  y )

## Líneas y operadores actuales

### De metro
Bilbao cuenta desde 1995 con una creciente red de ferrocarril metropolitano. Se trata del principal medio de transporte utilizado por la población, con más de 90 millones de viajes registrados en 2018. Actualmente, dos empresas, Metro Bilbao (L1, L2) y Euskotren (L3), son las encargadas de gestionar el servicio, que se ofrece sobre una red viaria y de estaciones de la que son cotitulares la Red Ferroviaria Vasca y el Consorcio de Transportes de Bizkaia.
El sistema consta en la actualidad de tres líneas de alta frecuencia en funcionamiento; de ellas, las líneas L1 y L2 cuentan con un tronco común que atraviesa la capital en un eje oeste-este, en el que las frecuencias son más altas (4-5 mins. aprox.) que en los tramos individuales (6-7 mins. aprox.). El tronco común se bifurca en el oeste en la estación de San Ignazio, y en el este, en la de Etxebarri. La estación de Zazpikaleak/Casco Viejo es el punto de referencia del sistema, en la cual confluyen las dos líneas anteriores, más la L3.

Esquema del sistema de metro de Bilbao (desde 2020), con zonas tarifarias, correspondencias y servicios

##### L1: Etxebarri – Plentzia(Metro Bilbao)

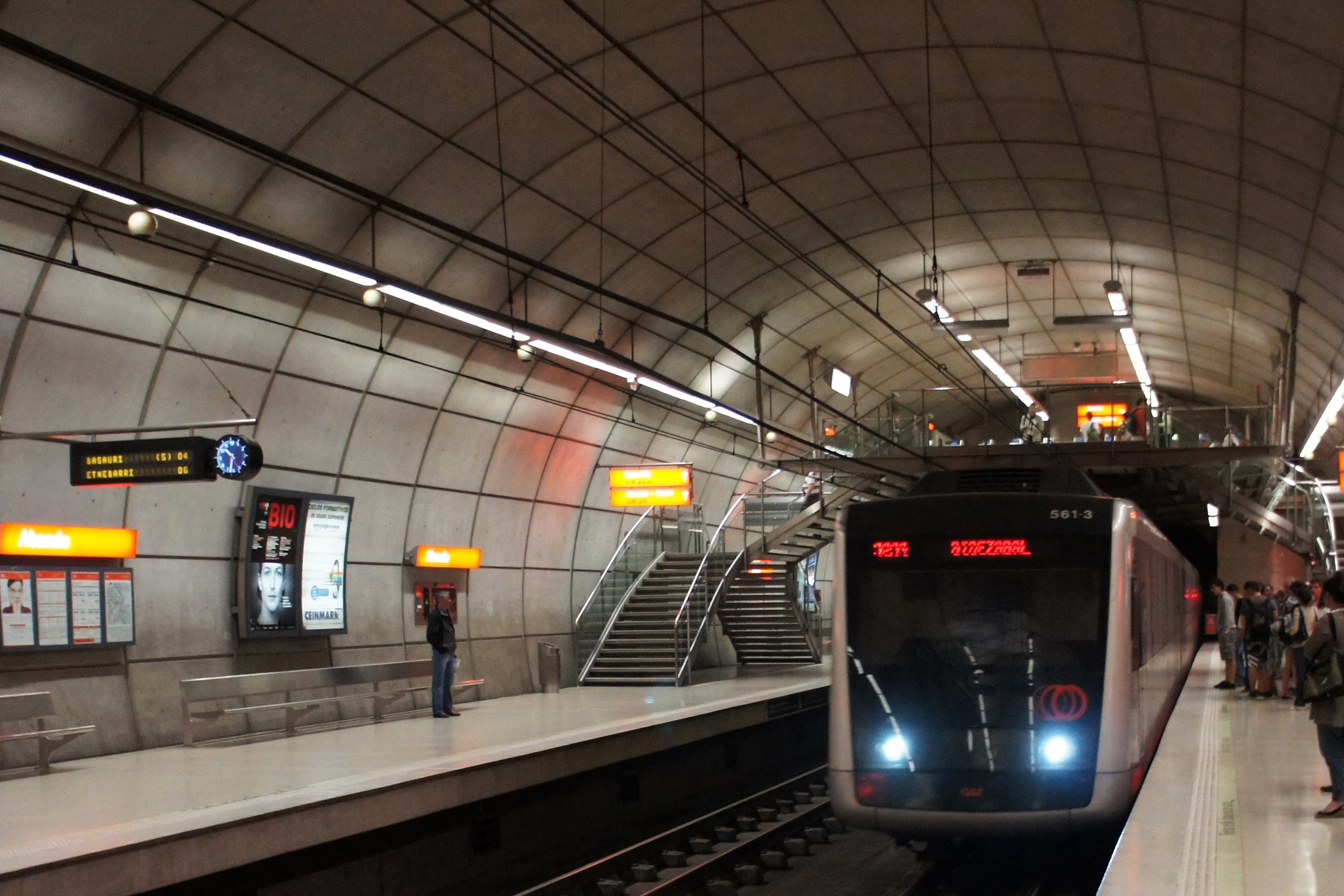
Estación de metro de Abando (L1, L2), servida por Metro Bilbao.

La línea 1 (L1) de la red, servida por Metro Bilbao, enlaza las localidades de Echévarri y de Plencia, atravesando bajo tierra los principales barrios de Bilbao (Casco Viejo, Abando o Moyúa, entre otros) a través del tronco común con la L2. Tras separarse de ella en su camino hacia la localidad costera, da servicio a otros municipios de la Margen Derecha de la ría de Bilbao, tales como Erandio, Lejona, Guecho, etc.
La línea es heredera del embrión originario de la red, y emplea en gran parte de su recorrido las infraestructuras del ferrocarril de Bilbao a Las Arenas y Plencia, adaptadas para su explotación como metropolitano desde comienzos de los años noventa.

##### L2: Basauri – Kabiezes(Metro Bilbao)

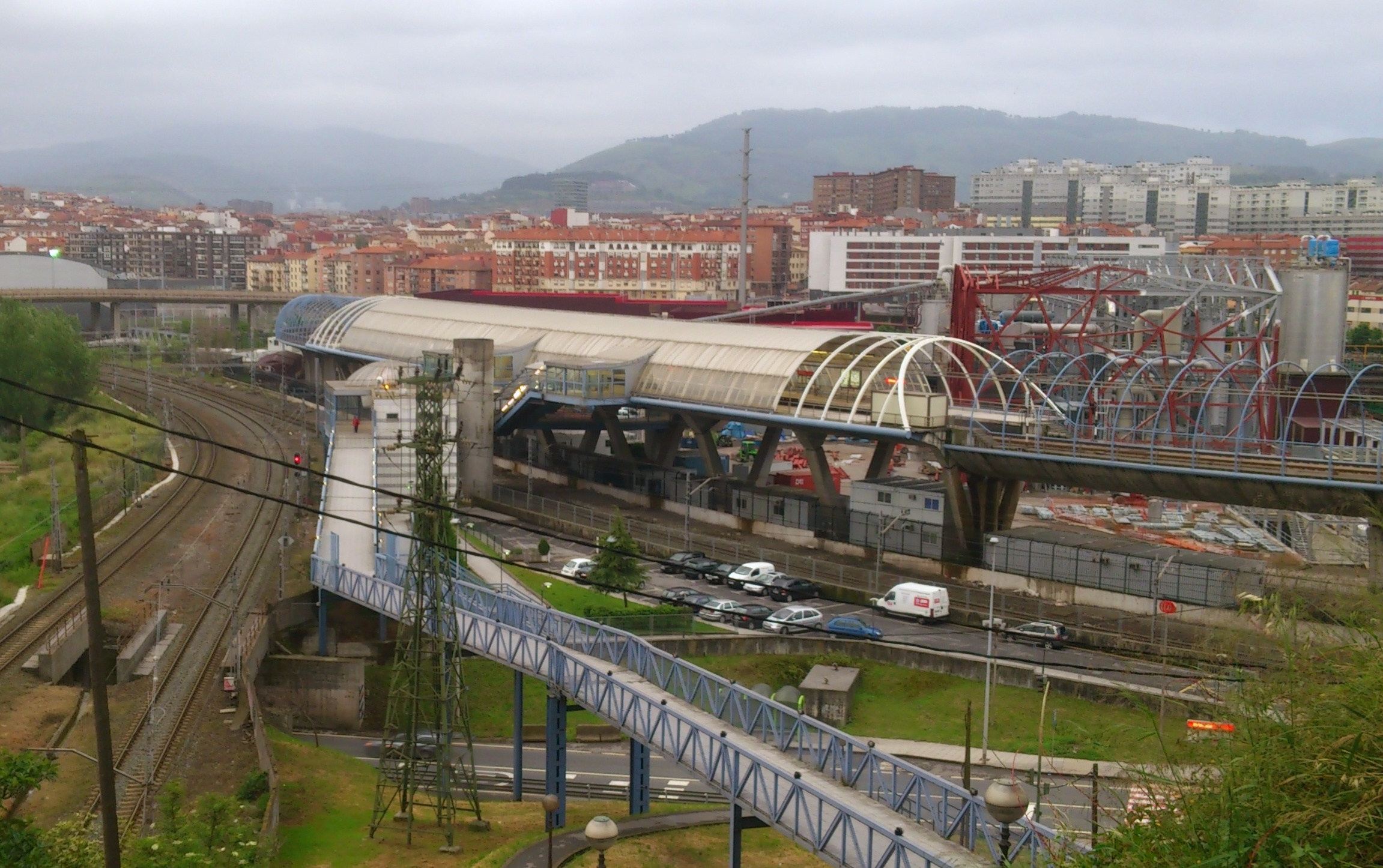
En el viaducto, la estación de metro de Urbinaga (L2), en Sestao, junto al trazado de Renfe.

La línea 2 (L2) de la red, servida también por Metro Bilbao junto con la L1, inicia su recorrido por el este en Basauri (dos estaciones), para acceder así al tronco común con la primera línea en Echévarri. Tras atravesar los distritos céntricos bilbaínos, sale del municipio por el oeste para bifurcarse, en el barrio de San Ignacio, hacia la Margen Izquierda de la ría, donde da servicio a poblaciones como Baracaldo o Sestao, hasta llegar a Santurce.
El trazado, de construcción original para el metro, cuenta con dos estaciones en dicha localidad término, siendo última la de Kabiezes; la estación de Santurtzi cuenta además con un servicio de lanzadera (tipo funicular subterráneo) con el barrio de Mamariga.

##### L3: Kukullaga – Matiko(Euskotren)

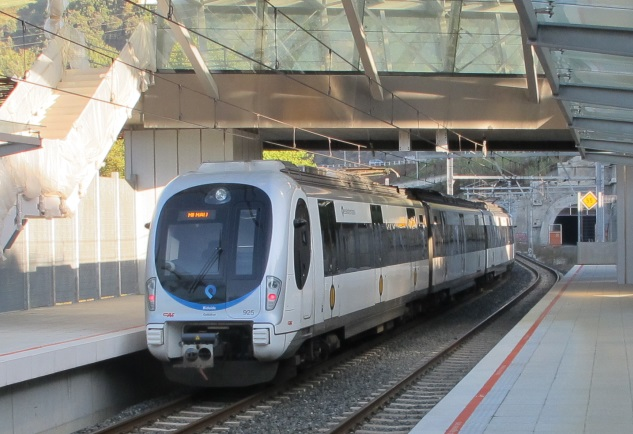
Estación de metro y cercanías de Kukullaga (L3/E3, E1, E4), en Echévarri, servida por Euskotren Trena.

La línea 3 (L3) de metro, servida por Euskotren Trena, es, a día de hoy, la más corta de las tres que conforman la red. Inicia su recorrido por el este en Echévarri, en el centro del municipio, donde cuenta con la estación de Kukullaga. De ahí, da servicio a los barrios populosos del noreste de la capital, como Ocharcoaga, Churdínaga o Uríbarri, hasta finalizar en la estación de Matiko. Establece correspondencia con las otras dos líneas a medio camino, en la estación intermodal del Casco Viejo de la ciudad.
Por su recorrido se ofrecen también servicios de cercanías. Las líneas E1, E3 y E4 del mismo operador comparten la infraestructura, por lo que desde sus estaciones se pueden iniciar trayectos hacia fuera del área metropolitana de Bilbao, con destinos como San Sebastián, Lezama o Bermeo, respectivamente.
De las tres líneas actuales, la L3 es la única sujeta a cambios sustanciales de cara a un futuro próximo. Por una parte, se prevé que la conexión por tren al aeropuerto de Lujua sea una extensión de esta línea por el noroeste (alargando su cabecera desde Matiko), que incluiría también al municipio de Sondica. Por otro lado, según informaciones publicadas a comienzos de 2019, también el proyecto de línea 5, cuyo fin es dotar de servicio metropolitano a las poblaciones de Galdácano y Usánsolo (incluyendo el hospital), podría finalmente plantearse como una extensión de esta misma línea por el este, a partir de Echévarri. La línea 4, menos desarrollada, será previsiblemente también una extensión de la L3, ya que transcurre desde Matiko hasta Recalde, formando un eje norte-sur que contrasta y complementa aj eje este-oeste del tronco común de la L1 y L2.

### De cercanías
Además del metro, Bilbao y Vizcaya cuentan con una importante red de ferrocarriles de uso mixto para el transporte de pasajeros y de mercancías, por las cuales se ofrecen trayectos de cercanías con menores frecuencias, pero que mueven un gran número de pasajeros cada día. Por motivos históricos y técnicos, estos servicios son prestados por distintas compañías ferroviarias, tal y como se describe a continuación.

#### Euskotren Trena
La principal división de Euskotren, que presta servicios de pasajeros mediante trenes automotores al uso (no ligeros), explota servicios de cercanías por las vías férreas de ancho métrico que transcurren íntegramente por el interior del País Vasco; estas conformaron el paquete primitivo de transferencias, en materia ferroviaria, realizado por el Gobierno central al órgano preautonómico vasco en 1978.
Desde la fundación de la empresa en 1982, Euskotren realizó servicios de cercanías y regionales por los trazados vizcaínos entre Bilbao y San Sebastián, Bilbao y Plencia, Bilbao y Lezama, y Bilbao y Bermeo. De dichos servicios, solo continúan hoy los de cercanías y algunos semidirectos; todos ofrecidos por una red que —salvo por las mejoras efectuadas en ella— mantiene una morfología similar a la heredada hace cuatro décadas. Las infraestructuras sobre las que se operan, heredadas o de construcción posterior, pertenecen a la Red Ferroviaria Vasca (salvo cotitularidad en tramos compartidos por metro).

##### E1: Matiko-Bilbao – Amara-Donostia
La línea E1 de Euskotren Trena, también denominada línea general, es la más extensa de las líneas de cercanías de todo el País Vasco. Actualmente, su recorrido parte de la estación de Matiko, en el barrio bilbaíno del mismo nombre, y llega hasta la estación de Amara, ubicada en la plaza de Easo de San Sebastián. En su recorrido atraviesa buena parte de la provincia de Vizcaya por el interior hasta Ermua, adentrándose en Guipúzcoa por Éibar, para atravesar después el territorio contiguo hasta su capital, siguiendo la línea de costa. El recorrido, que ha sido reformado en varios tramos con los años, pertenecía originalmente a la red de los Ferrocarriles Vascongados, que en su génesis se componía de tres ferrocarriles independientes, enlazados a posteriori.

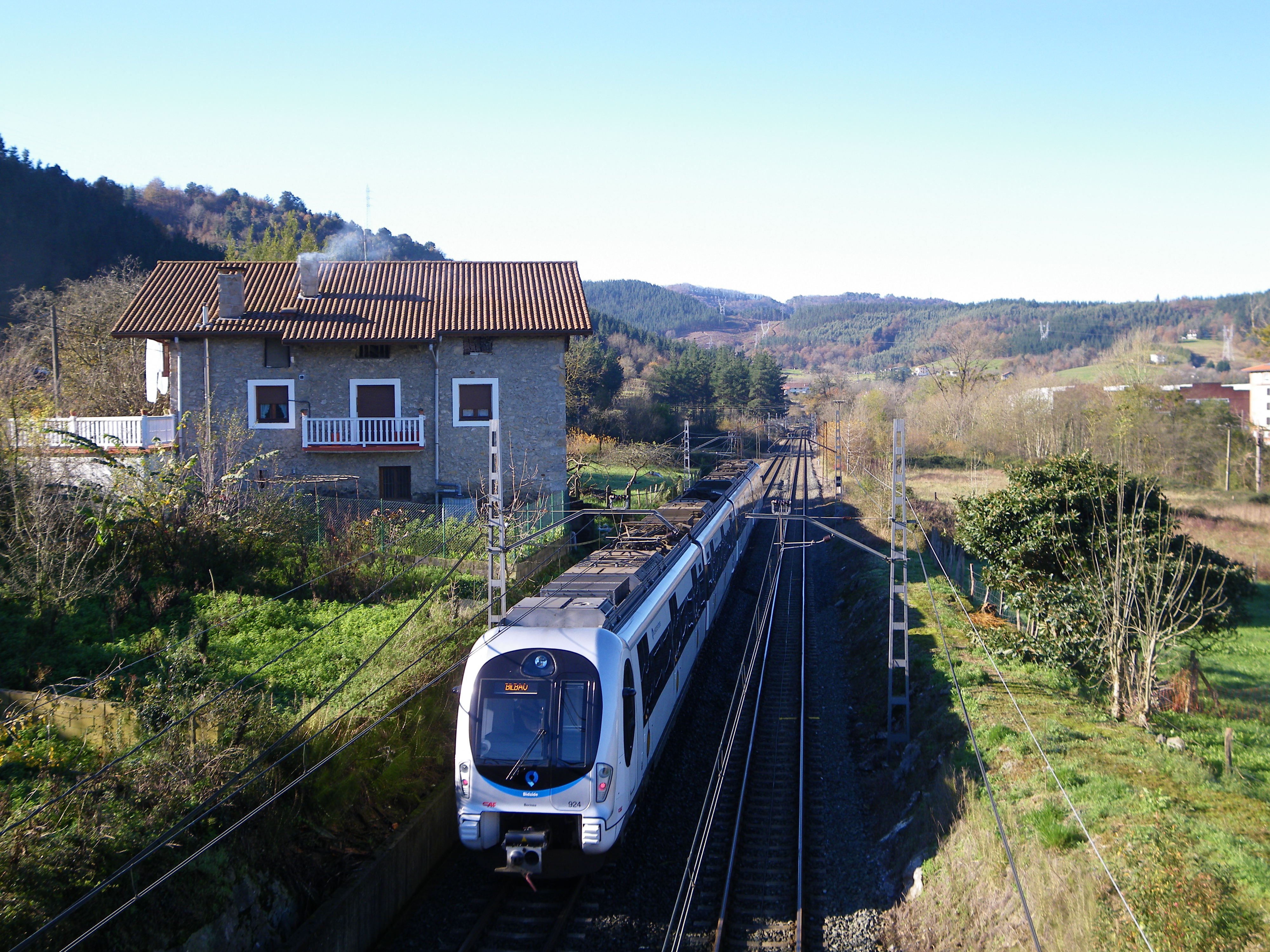
Servicio de cercanías de Euskotren Trena a la altura de Vedia, con destino Bilbao (línea E1
)

Los trenes de la línea hacen parada en la práctica totalidad de las estaciones o apeaderos situados en sus trayectos, si bien en aquellos que atienden a poblaciones menores solo se detienen ciertos servicios cada día (por ejemplo, en la estación de Alzola de Elgóibar). La descontinuación en 2013 del servicio regional semidirecto entre las dos capitales hace de su uso poco recomendable para trayectos completos entre Bilbao y San Sebastián (más de 2 h 30 min de viaje), relación que es cubierta en la actualidad por autopista con la línea DO01 de Lurraldebus (duración teórica: 1 h 15 min).
Con todo, la línea E1 es una línea versátil y "transversal", útil en trayectos cortos, que sirve simultáneamente a los núcleos de cercanías tanto de Bilbao como de San San Sebastián, uniendo con dichas urbes aquellas localidades con servicio al este u oeste, respectivamente; mientras, facilita trayectos entre puntos cualesquiera de la línea, en cualquiera de las dos provincias, dando acceso a otras poblaciones importantes como Durango o Éibar desde pueblos colindantes. También permite una conexión rápida con el Hospital de Usánsolo mediante un servicio de lanzadera de Euskotren Autobusa en la estación de dicho pueblo.
Asimismo, cabe destacar que no todos los servicios de la E1 realizan el recorrido íntegro entre las dos capitales. Tres subtrayectos tienen denominación propia: el 1D (Bilbao–Durango), o línea de Durango; el 1T (Tranvía Ermua–Éibar), y el 1K (Zumaia–San Sebastián), o línea de la costa (en Guipúzcoa). Aun sin código propio, también hay trenes con origen en Bilbao y destino Amorebieta, Durango, Traña/Matiena o Éibar, entre otras localidades. En lo que respecta a trenes semidirectos, en la actualidad se hacen varios servicios matinales de Durango y Traña a Bilbao, de lunes a viernes.
En Vizcaya, fuera de Bilbao, da servicio a municipios como Basauri, Galdácano, Vedia, Lemona, el Duranguesado o Ermua. Comparte tramo con la línea E3 hasta Kukullaga y con la E4 hasta la estación de Amorebieta. El trazado también es utilizado por Renfe Mercancías y Euskotren Kargo para servicios de mercancías, principalmente en horario nocturno, y en tramos de menor frecuencia.

##### E3: Kukullaga-Etxebarri – Lezama
La línea E3 de Euskotren Trena, también denominada línea del Txorierri, parte de la estación de Kukullaga en Echévarri y se extiende hasta el municipio de Lezama, integrándose sus servicios en las circulaciones de la línea 3 (L3) de la red de metro durante el primer tramo del trayecto, hasta Matiko. La variante subterránea entre su cabecera este y el Casco Viejo de Bilbao, así como la remodelación del resto del trazado hasta la estación de Ola (Sondica), motivadas por la construcción de la L3, conforman el tramo ferroviario de nueva construcción más relevante de Euskotren desde su fundación.
Tras atravesar las dos estaciones ubicadas en Sondica, se adentra hacia el este por el Valle de Asúa (en euskera, el Txorierri), de donde le viene el nombre popular. El trazado incluye también, en la segunda parte del recorrido, a poblaciones como Derio, Lujua o Zamudio; en esta última, su estación posee un servicio de lanzadera de Euskotren Autobusa que la enlaza con la sede del Parque Científico y Tecnológico de Bizkaia en dicha localidad.
Asimismo, la estación de Sondika ofrece, en determinados momentos del día, conexión ferroviaria con la de Lutxana (Erandio), permitiendo así una intermodalidad adicional (además de la de Zazpikaleak/Casco Viejo) con la línea L1 de metro, mediante la llamada línea E3a.

##### E3a: Lutxana – Sondika(lanzadera)

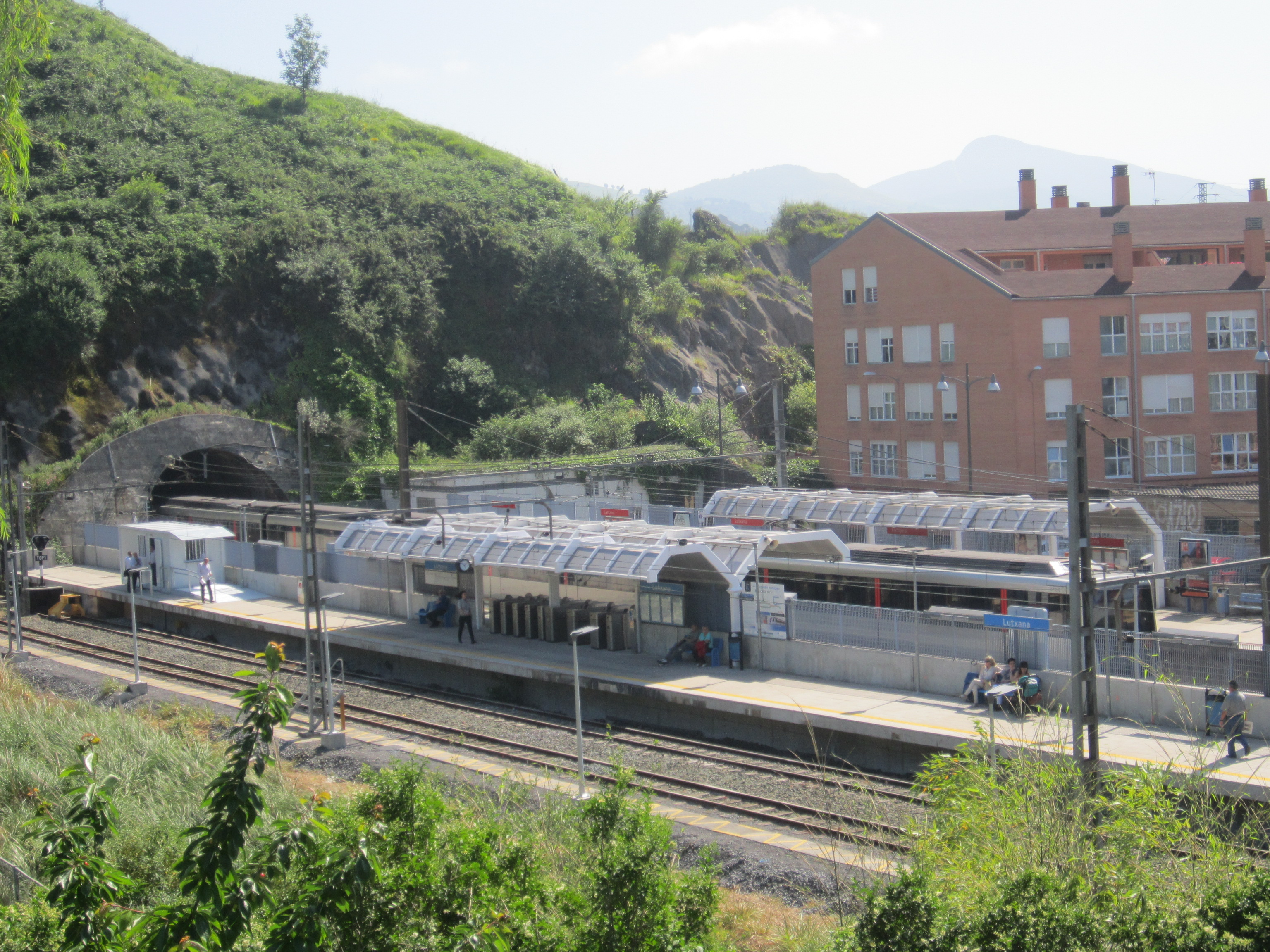
Estación de Lutxana (L1, L), en Erandio, con sus dos secciones para Euskotren Trena (lanzadera con Sondica) y Metro Bilbao

La línea E3a de Euskotren Trena transcurre por un corto trazado ferroviario entre las estaciones de Sondika (de la línea E3), en el municipio homónimo; y la intermodal de Lutxana (línea L1), en la zona erandiotarra de dicho barrio (Margen Derecha de la ría). Está especialmente orientada a los usuarios con destino y origen en los polígonos industriales del barrio de Sangróniz, donde cuenta con su único apeadero intermedio en activo.

Desde 2019 hasta 2022 fue provisionalmente denominada como línea L, inicial de lanzadera, pues desde 2017 ofrece un servicio de baja frecuencia destinado a facilitar la conexión del oeste del Valle de Asúa con la red de metro, sin necesidad de acceder al servicio desde el centro de Bilbao (por el Casco Viejo, línea E3); actualmente, su denominación E3a refleja su condición de apéndice de la línea E3, siendo la a la inicial de anezka (lanzadera en euskera).
Su trazado constituye la única sección remanente del antiguo ferrocarril de Luchana a Munguía, desmantelado en su mayoría a finales de los años setenta por el desarrollo del aeropuerto de Bilbao en Sondica. Dicha línea original empalmaba allí con el trazado reformado del ferrocarril de Bilbao a Lezama, cuyo recorrido entre Derio y Lezama es parte de la actual línea E3. Eusko Trenbideak ofreció un servicio de tranvía entre Luchana y Sondica (con sus tres apeaderos intermedios originales) hasta 1996, cuando la línea fue cerrada por baja demanda. Fue desde entonces utilizada exclusivamente para pruebas de unidades de tren y traslados a cocheras, hasta 2015, cuando la línea del Txorierri fue extendida desde Lezama hasta Luchana, en lugar de Bilbao. Ello sucedió tras el cierre de la estación terminal de Zazpi Kaleak-Casco Viejo (actual Zazpikaleak/Casco Viejo), motivado por la construcción de la L3, reabriéndose así este segmento al tráfico de pasajeros.
Incluso tras la inauguración de las nuevas líneas L3/E3 en abril de 2017, el servicio prosiguió, aunque con frecuencia inferior y en principio provisionalmente, dando así lugar al servicio prestado en la actualidad. Debido de nuevo a una presunta falta de demanda, Euskotren se mostró reacia a mantener la línea, iniciándose un periodo de prueba para analizar su uso y rentabilidad. A día de hoy (octubre de 2022), la línea continúa funcionando.

##### E4: Matiko-Bilbao – Bermeo
La línea E4 de Euskotren Trena, también denominada línea de Urdaibai, parte hacia la estación de Bermeo desde la bilbaína estación de Matiko. Su trazado transcurre igual que la línea E1, a la que se une en la estación de Lemoa. Al igual que la E1, cuenta con parada en Amorebieta, pero no en la estación principal del municipio, sino en un apeadero propio, tras lo cual recorre Urdaibai, atravesando poblaciones como Múgica, Guernica o Mundaca, usando las vías del antiguo ferrocarril de Amorebieta a Pedernales y Bermeo.
También al igual que en la línea E1, algunos trenes de la mañana unen directamente la estación de Guernica con Bilbao entre semana, siendo también dicho municipio el final de trayecto de muchos servicios no directos durante el día. Por su parte, algunos servicios cargueros de Euskotren Kargo y Renfe Mercancías atraviesan el ramal de Urdaibai para acceder al Puerto de Bermeo.

#### Renfe Cercanías

Esquema general de la red de Renfe Cercanías en Bilbao/Vizcaya

La empresa pública estatal Renfe, a través de su división correspondiente, opera en Bilbao y en el sur y oeste de Vizcaya una importante red ferroviaria de cercanías, con alto número de usuarios mes a mes. A diferencia de aquellos mantenidos por la Red Ferroviaria Vasca —todos ellos de ancho métrico—, los trazados por los que se ofrecen estos servicios son de ancho ibérico y métrico, pertenecen a la denominada Red Ferroviaria de Interés General y, como tal, son gestionados por el Administrador de Infraestructuras Ferroviarias (Adif), dependiente del Ministerio de Fomento. Dada dicha circunstancia administrativa y su complejidad, estos tramos raramente son considerados para su transferencia al régimen autonómico vasco. Aun así, en 2024, se transfirió en diferido la infraestructura del BPT, por el que transcurren las primeras dos líneas, una vez se inaugurase la VSF. En el mismo decreto el Gobierno Vasco se subrogó en la posición del Estado en el contrato OSP (es decir, se transfirió la competencia de los trenes al gobierno autonómico).
Este hecho tiene como consecuencia, de cara al usuario, que las cinco líneas de cercanías descritas en este apartado no estén aún adheridas al programa de bonificación a usuarios (monederos recargables en tarjetas Barik, como Creditrans) del Consorcio de Transportes de Bizkaia (CTB), impulsado a nivel autonómico y provincial, y mantiene zonas separadas a la zonificación común. No obstante, Renfe admite el uso de tarjetas Barik en sus servicios de cercanías, sin bonificación (tarifa ocasional estándar). Pese a la excepción, Renfe mantiene la colaboración con el CTB, en aras de integrar sus servicios en el resto de transportes del núcleo, y adaptarlos a las necesidades del público. La situación descrita podría cambiar en un futuro, tras haber cedido el Gobierno de España los derechos de explotación de servicios de pasajeros por estos trazados al poder ejecutivo vasco.

##### C1: Bilbao-Abando – Santurce
La línea C-1 (nomenclatura CTB: C1) de Renfe Cercanías en Bilbao da servicio al mismo entorno que la línea 2 de la red de metro, en la Margen Izquierda de la ría de Bilbao. No obstante, su trazado, ideado para facilitar el transporte de mercancías desde ubicaciones próximas al puerto, corre más próximo a la costa, por lo que cuenta con estaciones en distintos puntos que las del metro, abasteciendo así a otras zonas de alta población.
La línea enlaza el centro de la capital, desde la estación de Abando Indalecio Prieto (denominada Bilbao-Abando en la red de cercanías) con la localidad de Santurce, atravesando en su recorrido los municipios de Bilbao, Baracaldo, Sestao y Portugalete. Hasta su salida de Baracaldo comparte trazado con la segunda línea de la red, la C-2, que se bifurca al interior de la provincia hacia Musques a partir de la estación de Desierto-Baracaldo.
El trazado tiene como origen el ferrocarril original de Bilbao a Portugalete y Triano (BPT). En concreto, además de su extensión hasta Santurce, hace uso del otrora ramal de mercancías entre Olabeaga y Abando, que daba servicio a la terminal de cargas ubicada en Amézola. En 1999 entraron en servicio cuatro nuevas estaciones en dicho tramo: San Mamés (hoy soterrada y parte del complejo intercambiador del barrio), Autonomía, Amézola y Zabalburu, parte de lo que se denominó Variante Sur Ferroviaria de Cercanías de Bilbao, un proyecto de Bilbao Ría 2000. El acondicionamiento del ramal para brindar sobre él servicios de cercanías permitió desmantelar el trazado bilbaíno original del BPT, que transcurría por la Margen Izquierda de la ría y pegado a ella (por los muelles de Evaristo Churruca y Uribitarte). Dicha zona está hoy convertida en paseo, y es servida por el moderno tranvía de Bilbao.
Desde la inauguración del nuevo trazado, la ya mencionada estación de Bilbao-Abando sirve de terminal para los servicios de la línea C-1 en la capital, sustituyendo desde 1999 a la antigua estación de Bilbao-La Naja. Esta misma circunstancia aplica a la línea C-2.

##### C2: Bilbao-Abando – Musques

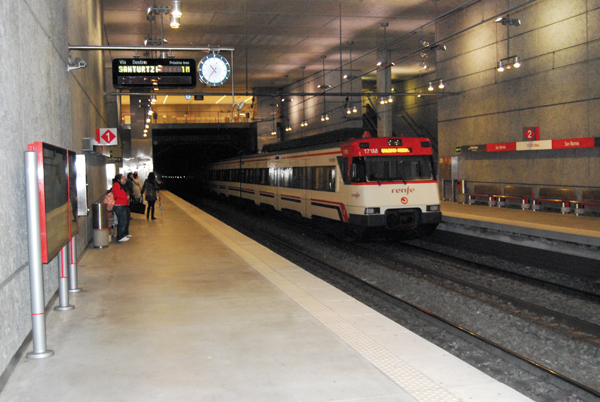
Estación de San Mamés (C1, C2), servida por Renfe Cercanías

Al igual que la C-1, la línea C-2 (nomenclatura CTB: C2) que opera Renfe Cercanías en Vizcaya tiene como origen la estación de Abando Indalecio Prieto, posibilitando un muy rápido transbordo con los trenes tanto de la C-1 como de la C-3, con los que comparte la misma zona de andenes, sin barreras/canceladoras de por medio. Une la capital vizcaína con la localidad de Musques. Su trazado también pertenece al veterano ferrocarril de Bilbao a Portugalete y Triano, y comparte un tronco común con la C-1 (que incluye las estaciones más modernas de la Variante Sur) hasta la estación de Desierto-Baracaldo. Tras dicha estación parte un ramal que se dirige al interior del territorio, hacia la comarca conocida como la Zona Minera, en la que también da servicio a otros municipios como el Valle de Trápaga, Ortuella o Abanto. Siendo una región de densidad poblacional menor, la C-2 es la tercera línea menos concurrida de la red de cercanías de Renfe, sólo superando a las dos que cubren las Encartaciones.
El tramo propio, de vía única, tiene un importante pasado ligado al mundo minero, especialmente al traslado del carbón. Si bien hoy no destaca por su uso como vía de mercancías, el ramal de la línea C-2 ha sido considerado como posible solución para la C-1, que sufre de congestión por el traslado de cargas hacia y desde la terminal ubicada en el Puerto de Bilbao, denominada Bilbao-Mercancías, adyacente a la estación de Santurce (C-1). En caso de adaptarse y aprovecharse como vía de alivio, la línea sería una de las principales afectadas por la construcción de la llamada Variante Sur Ferroviaria de Mercancías, mediante la cual se prevé desviar el tráfico de mercancías, e incluso en un hipotético caso ofrecer viajes de media y larga distancia como LAV. Algunas de las infraestructuras vinculadas al proyecto, como el túnel bajo el monte Serantes, ya están concluidas; es precisamente con este túnel con el que se ha llegado a considerar una unión del actual trazado, para dar salida directa al Puerto desde el interior, evitando recorrer la costa de la Margen Izquierda.

##### C3: Bilbao-Abando – Orduña
La línea C-3 (nomenclatura CTB: C3) de Renfe Cercanías en Bilbao enlaza la capital de la provincia, desde la estación de Bilbao-Abando, con localidades al sur de la misma, en el valle del Nervión, tales como Arrigorriaga, Basauri, Aracaldo o Arrancudiaga, entre otras. De manera similar a la línea E1 de Euskotren Trena, se trata de un servicio de cercanías interprovincial; tiene como final de línea la estación de Orduña, el municipio más al sur del territorio vizcaíno, que se encuentra enclavado en la vecina provincia de Álava. En su trayecto hacia Orduña, la línea también da servicio a dos importantes poblaciones del norte alavés: Llodio y Amurrio. Es la línea más concurrida de las cinco que forman la red de Cercanías de Renfe.

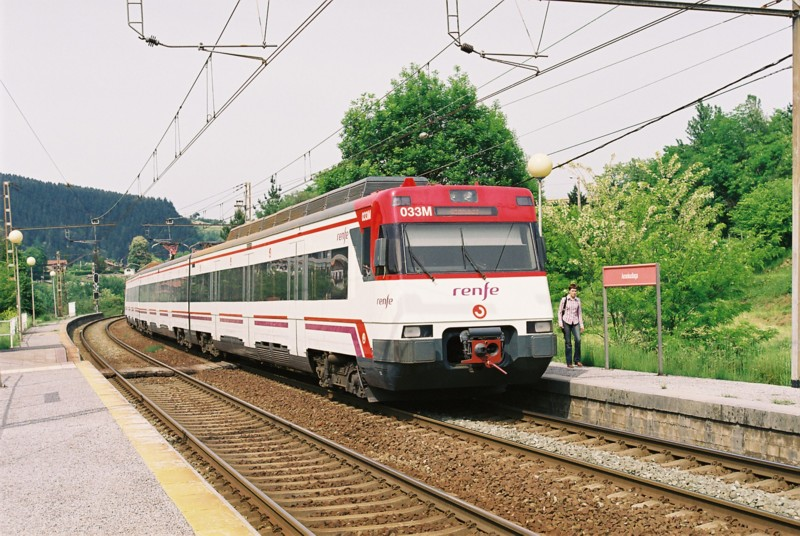
Estación de Arrankudiaga (C3), servida por Renfe Cercanías

Dado el carácter rural y escasa población atendida en algunas de las zonas que atraviesa, así como la longitud de la propia línea, Renfe Cercanías ofrece en la C-3 servicios de tipo CIVIS que no efectúan parada en todas las estaciones o apeaderos en su camino. Asimismo, no todos los trayectos servidos culminan en Orduña, siendo frecuentes aquellos que solo llegan hasta la estación de Llodio, donde Renfe también ofrece servicios de larga distancia (Alvia e Intercity), al igual que en Abando Indalecio Prieto. Ello hace posible realizar trayectos directos en tren desde Bilbao hasta Llodio utilizando dichos servicios; sin embargo, cabe aquí recordar que el uso de estos servicios no es de cercanías, y su tarificación es distinta a la de Renfe Cercanías, necesitándose, pues, un billete específico para los mismos, no bonificado y de mayor coste.
El trazado que emplea pertenece al antiguo ferrocarril de Tudela (Castejón) a Bilbao, por el que también circulan todos los trenes de larga distancia que comunican Vizcaya con la Meseta, incluyendo losmercantes. Dicho ferrocarril enlaza con el de Madrid a Hendaya (que da servicio a Vitoria y San Sebastián) en la estación de Miranda de Ebro (Burgos), por lo que no es posible a día de hoy la interconexión directa entre Bilbao y las otras dos capitales vascas a través de vía de ancho ibérico. El proyecto de la Línea de Alta Velocidad Vitoria-Bilbao-San Sebastián-Frontera francesa, comúnmente conocido como "Y Vasca", busca poner fin a esta circunstancia.

##### C4: Bilbao-Concordia – La Calzada

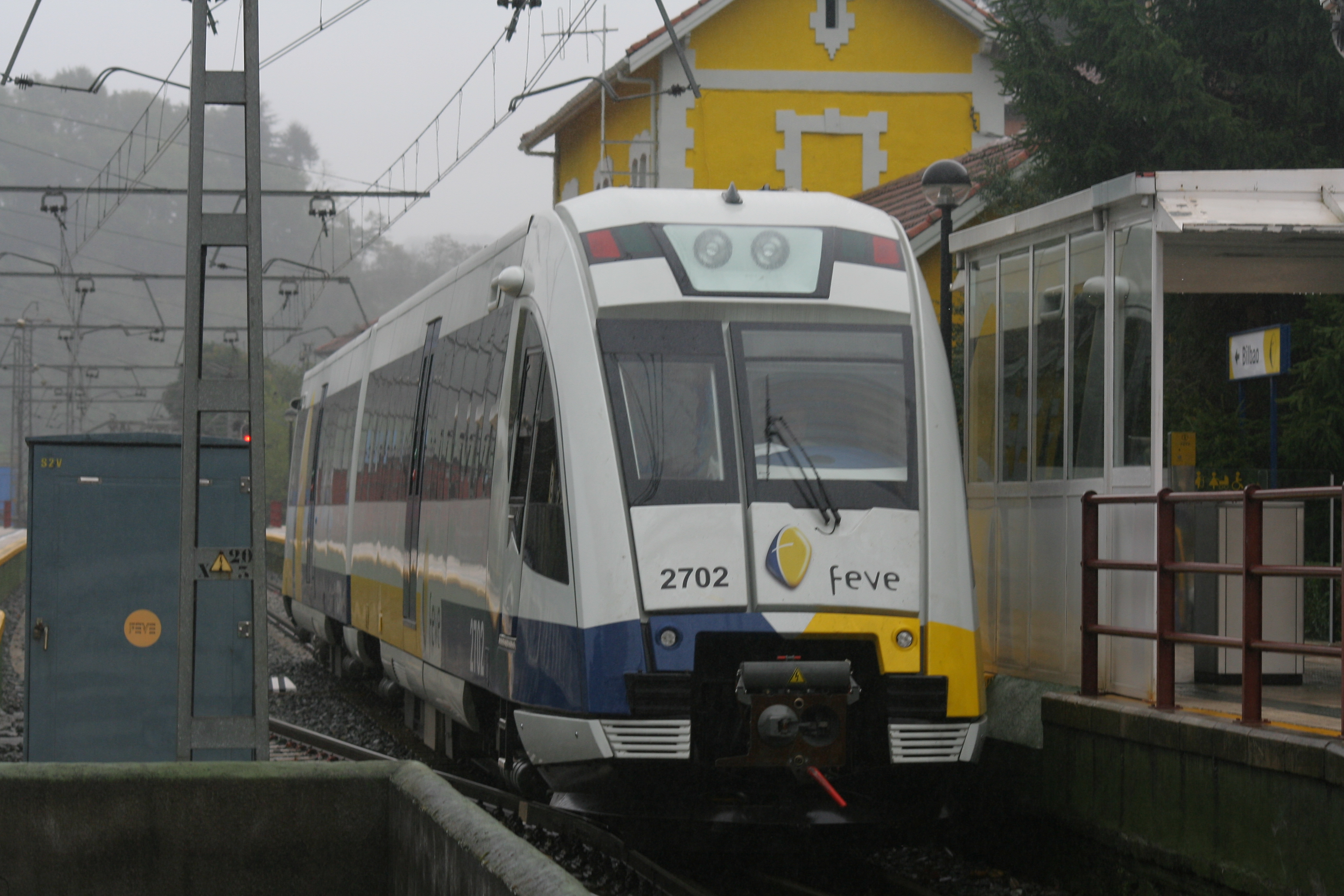
Valmaseda (C4), con un tren regional de León.

La línea C-4 (nomenclatura CTB: C4) de Renfe Cercanías en Bilbao enlaza la capital de Vizcaya, desde la estación de Bilbao-Concordia, con la capital de las Encartaciones, concluyendo su trayecto en el apeadero de La Calzada, en la calle y barrio homónimos de la villa de Valmaseda. En su trayecto da servicio de cercanías a Alonsótegui y a distintas poblaciones de Las Encartaciones de Güeñes y Zalla, cada una con varias estaciones y apeaderos. Así, dibuja un eje horizontal en el extremo oeste del territorio vizcaíno hasta su límite con Burgos. El servicio se realiza utilizando el último trazado empleado por el histórico ferrocarril de La Robla, el cual enlaza las ciudades de Bilbao y León, y comparte vías con el de Santander a Bilbao a su entrada a la capital vizcaína.
La línea regional de Renfe Cercanías AM entre dichas dos ciudades, la regional 4 o R-4, es madre de la presente; esta recorre y continúa el mismo trayecto a su salida del País Vasco, donde prosigue por territorio castellano y leonés en dirección a La Robla. A diferencia del trayecto de cercanías, la línea R-4f solo efectúa parada en las principales estaciones del recorrido (en negrita en el plano superior), omitiendo los apeaderos y estaciones de rango inferior; mientras, la C-4 sí se detiene en todas las paradas del trayecto. En su tramo entre Bilbao y el barrio de Aranguren (Zalla) cuenta con el mismo trazado y paradas que la otra línea de la compañía, la R-3, formando un tronco común.
Durante el día, por ella circulan, además de las propias unidades de cercanías y regionales, trenes de mercancías de Renfe Mercancías y, ocasionalmente, el tren turístico de lujo llamado Transcantábrico.
Con anterioridad, la línea también ha sido denominada C-4f (hasta el cambio de denominación de Renfe Feve por la actual Renfe Cercanías AM) y B-4 (según la nomenclatura antigua de FEVE).

##### C5: Aranguren – Carranza

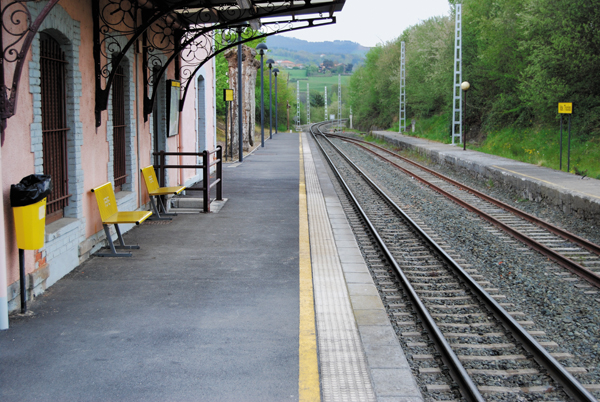
Estación de Villaverde de Trucios (C5).

Por su parte, la línea C-5 (nomenclatura CTB: R3B) ofrece también servicios de cercanías, enlazando Bilbao con el municipio de Carranza, en el extremo oeste de la provincia de Vizcaya. Comparte trazado y tronco común con la línea C4 desde Bilbao hasta el barrio de Aranguren, en Zalla, en el cual se bifurca y continúa hacia el oeste para dar servicio también a los municipios de Arcentales y el Valle de Villaverde (enclave de Cantabria), siguiendo, en este caso, el trazado propio del ferrocarril de Santander a Bilbao.
En 2025, con la transferencia al Gobierno Vasco, se recortó el servicio, quedando como lanzadera desde Carranza hasta Aranguren, aunque aumentando las frecuencias e integrándolo en la red de cercanías (hasta entonces, era parte de la red de Regionales AM como R-3b)

Mapa de Renfe Cercanías en Encartaciones, previo al recorte de la R-3b/C-5.

### De tranvía

##### TR: Bolueta – La Casilla
Desde 2002, la villa de Bilbao ha contado con un moderno servicio de tranvía. Evitando recurrir al autobús urbano, la red da servicio a importantes zonas de la ciudad que quedaban fuera de los trazados de otros medios de transporte, como el metro o la red existente de cercanías.

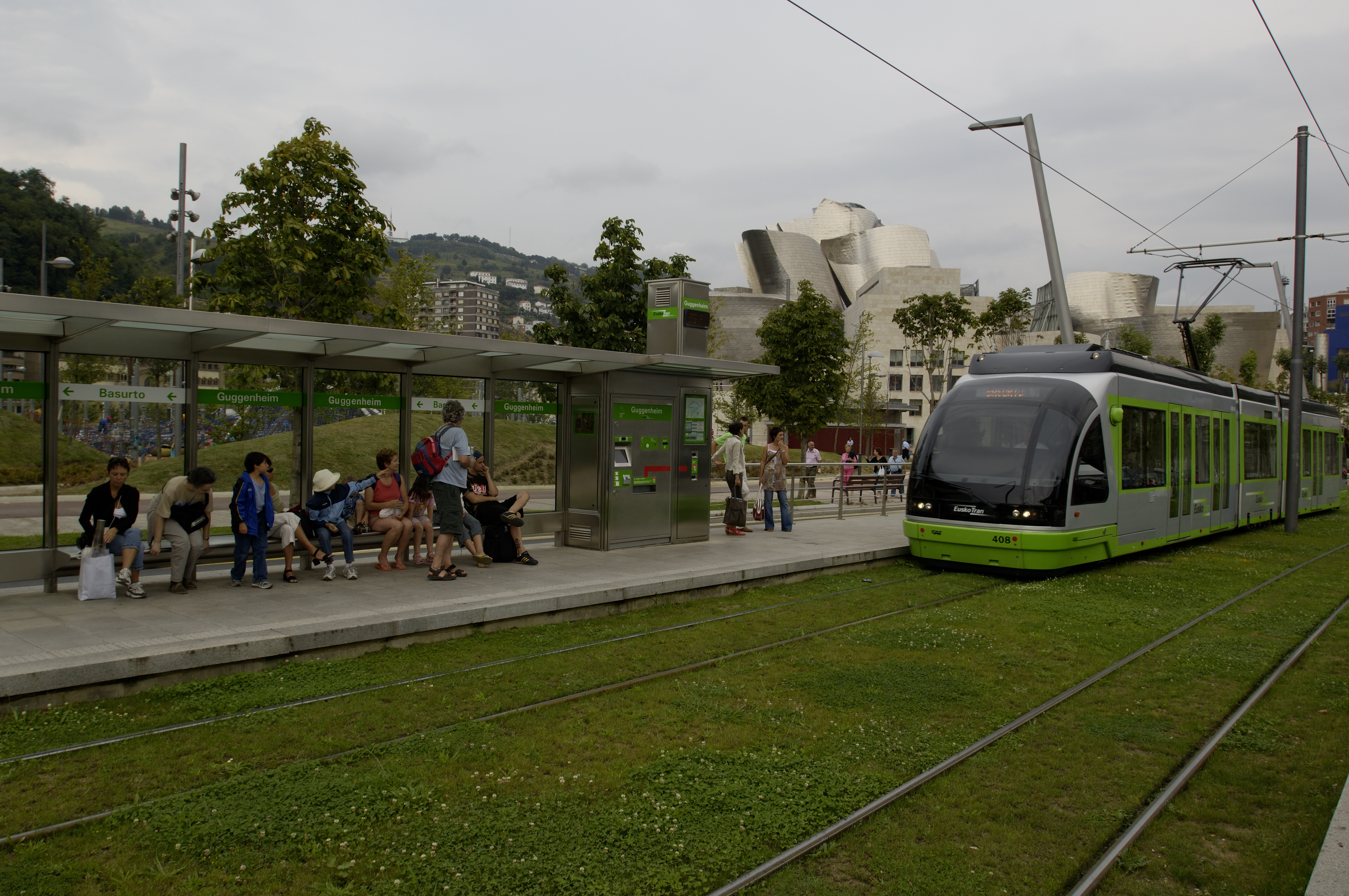
Apeadero de Guggenheim (TR), servido por Euskotren Tranbia

Operado por la división de trenes ligeros de Euskotren, Euskotren Tranbia, la cabecera del sistema es la estación de Bolueta (con correspondencia con las líneas 1 y 2 de Metro Bilbao). Los tranvías circulan desde allí hacia La Peña y Atxuri, para seguir recorriendo la calle de la Ribera (apeaderos de Ribera y Arriaga). Junto a la estación central de Abando Indalecio Prieto, en la Plaza Circular, permite conectar con el resto de la red de transporte ferroviario. El tranvía continúa por la Margen Izquierda de la ría, dando servicio a los paseos de Uribitarte y Abandoibarra mediante cinco apeaderos en distintos puntos a lo largo de los mismos, siguiendo un trazado homólogo al que seguía el ferrocarril de Bilbao a Portugalete y Triano (BPT) hacia la estación de Bilbao-La Naja antes de ser desmantelado. Prosigue hacia Basurto, dando allí servicio a la avenida de Sabino Arana, al intercambiador de San Mamés y al Hospital de Basurto.
Actualmente, la línea de tranvía finaliza en el apeadero de La Casilla, en la calle de Autonomía. Los planes para su futuro incluyen la prolongación de dicho tramo final hasta la plaza de Zabálburu, desde donde bajaría por Hurtado de Amézaga hasta la Plaza Circular, formando un anillo en ese punto. Asimismo, está prevista la construcción de un ramal a la altura de Abandoibarra, para dar así servicio a Zorrozaurre. 

##### Otros
- Euskotren Trena ofrece entre las localidades de Ermua (Vizcaya) y Éibar (Guipúzcoa) un servicio de tranvía en el recorrido principal de su línea E1: el subtrayecto denominado "1T".

- Existen distintas iniciativas para dotar de servicios tranviarios urbanos a distintas localidades de gran población, entre las que se incluyen Lejona y Baracaldo; no obstante, estos proyectos se encuentran estancados en la actualidad.

### Intercambiadores

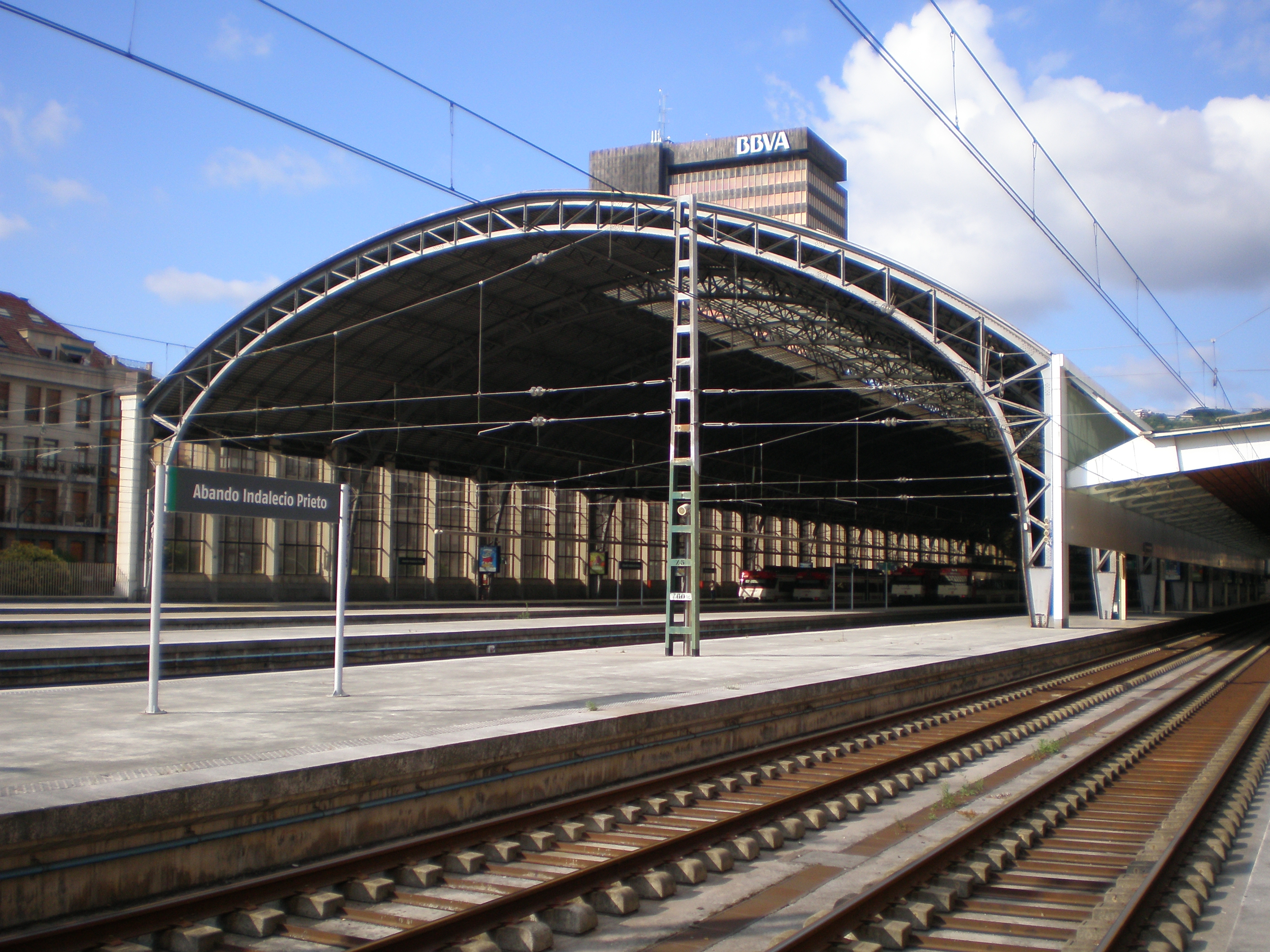
Marquesina de la estación de Abando Indalecio Prieto

Los ferrocarriles que forman el núcleo, así como algunas líneas de autobús, coinciden en múltiples puntos del territorio cubierto, especialmente en Bilbao, haciendo posible la intermodalidad de unos a otros. Los emplazamientos más estratégicos cuentan, así, con instalaciones diseñadas para facilitar el intercambio de pasajeros entre varios medios de transporte.
Destacan los siguientes puntos:

#### Abando
La principal estación de tren de la villa da acceso a otras adyacentes, como eje de un complejo desarrollado de manera integradora, con variedad de servicios.
Incluye:
- Estación de Abando Indalecio Prieto:
  -  Largo recorrido: ,
- Estación de Bilbao La Concordia:
  -     (la última suspendida)
- Estación de Abando:
- Apeadero de Abando:
  -   (tranvía) (→ calle de Navarra)

Además, el lugar destaca por su amplia oferta de líneas de autobús urbano (Bilbobus) y provincial (Bizkaibus), que hacen parada —en muchos casos, término— en las aledañas calles de Hurtado de Amézaga, Bailén, la Gran Vía y la Plaza Circular. También cuenta con parada propia de taxis en Abando Indalecio Prieto, accesible desde la planta baja, cuya salida de vehículos da a Hurtado de Amézaga.
La estación principal alberga también, en su planta baja, un centro comercial Vialia, recinto gestionado por Adif, que presta variedad de servicios, como tiendas varias, locutorios y restaurantes.

#### Casco Viejo
Próximo al anterior emplazamiento, pero al otro lado de la ría (plaza de San Nicolás, junto al Arenal), una estación combinada aglutina todas las líneas de metro de la capital, y ofrece algunas de cercanías, con conexión próxima al tranvía y otros transportes.
Incluye:
- Estación de Zazpikaleak/Casco Viejo: L1, L2, L3  E1, E3, E4
- Apeadero de Arriaga: TR (tranvía) (→ calle de la Ribera, a 350 m, junto al Teatro Arriaga)

Como en Abando, es posible hacer uso del taxi en las mismas inmediaciones de la estación, frente a la iglesia de San Nicolás, en la parada situada junto al parque del Arenal. Dispone de Oficina de Atención al Cliente del CTB, donde es posible personalizar y hacer gestiones relativas a la tarjeta de transporte Barik.

#### San Mamés
Una instalación subterránea, específicamente proyectada como intercambiador, integra hasta cuatro estaciones de distintos transportes.
Incluye:
- Estación de Bilbao Intermodal : terminal de autobuses.
- Estación de Santimami/San Mamés: L1, L2
- Estación de San Mamés: C1, C2
- Apeadero de San Mamés: TR (tranvía) (→ avenida de Juan Antonio Zunzunegui)

La oferta de líneas de autobús disponible en Bilbao Intermodal es la más amplia, variada e importante de Bilbao. En la terminal ofrecen servicio distintos operadores privados, licenciatarios de rutas que enlazan la capital vizcaína con las más importantes localidades del entorno (Vitoria, San Sebastián, Castro-Urdiales, etc.), del país (Madrid, Barcelona, Zaragoza, etc.) y del extranjero. De igual forma, es cabecera de muchas de las líneas interurbanas intraprovinciales de Bizkaibus. También existe variedad de líneas de Bilbobus, estas en superficie, y existen parada de taxis en el interior (a demanda) y el exterior (convencional).
Asimismo, igual que en el Casco Viejo, la Intermodal dispone en su vestíbulo de una Oficina de Atención al Cliente del CTB.

#### Amézola
El barrio cuenta con un complejo soterrado, situado bajo el parque de Amézola y junto a la avenida del Ferrocarril, en el que se ofrecen servicios de cercanías hacia el oeste de la provincia o el centro de la capital, aprovechando la confluencia de dos trazados ferroviarios paralelos, pero de distinto ancho.
Incluye:
- Estación de Amézola: C1, C2, C4, C5

#### Otras correspondencias (bifurcaciones)
Además de los anteriores, estas otras estaciones notables permiten conectar con los trayectos de líneas del mismo operador. En ellas se inician o terminan troncos comunes, en los que es posible cambiar de tren para proseguir el trayecto de otra línea:
- Estación de San Ignazio: separación de líneas L1 (hacia Plencia) y L2 (hacia Kabiezes)
- Estación de Lutxana: correspondencia de las líneas L1 (hacia Plencia o Bilbao) y E3a (hacia Sondica)
- Estación de Lemoa: separación de líneas E1 (hacia San Sebastián) y E4 (hacia Bermeo)
- Estación de Desierto-Baracaldo: separación de líneas C1 (hacia Santurce) y C2 (hacia Musques)
- Estación de Aranguren: separación de líneas C4 (hacia Valmaseda) y C5 (hacia Carranza)

## Otros medios de transporte

### Funicular

##### Funicular de Archanda (FA)
El funicular de Archanda o Artxanda es un transporte público que comunica la villa de Bilbao con la cima del monte Archanda en Vizcaya (España).
Su acceso desde Bilbao se ubica en la plaza del Funicular adyacente a la calle Castaños, en el barrio homónimo, próxima al paseo Campo de Volantín, entre el Ayuntamiento de Bilbao y el puente de La Salve.

##### Funicular de Larreineta (FE)
El funicular de Larreineta, en el Valle de Trápaga, únicamente tiene dos paradas, Escontrilla y Larreineta. La estación de Escontrilla es la estación inferior, inaugurada el 24 de septiembre de 1926. La parada de Larreineta, en el Monte La Arboleda, está a más de 400 metros sobre el nivel del mar.
Se puede acceder a la parada de Escontrilla en autobús, con las líneas de Bizkaibus que llegan hasta la parada. La estación de Urioste se encuentra a 1 km de la Escontrilla. En Larreineta, la empresa de transportes Transportes Vigiola cubre un servicio regular entre la parada y el barrio de La Arboleda.

### Puentes móviles y ascensores

##### Puente de Vizcaya (BZ) (Portugalete – Guecho)
El puente de Vizcaya, también conocido como puente Bizkaia, puente Colgante, puente de Portugalete, o puente Colgante de Portugalete, es un puente transbordador de peaje, concebido, diseñado y construido por iniciativa privada entre 1887 y 1893, que une las dos márgenes de la ría de Bilbao en Vizcaya (España).